# Minister
Een minister is een persoon die deelneemt aan de regering van een land en tevens politiek verantwoordelijk is voor een beleidsterrein van dat land.

## Etymologie
Het woord is overgenomen uit het Latijn, waar de oorspronkelijke betekenis dienaar was. Van oudsher werd de term minister hoofdzakelijk gebruikt om huisdienaren aan te duiden. Iets later, in het christelijk-liturgisch Latijn, duidde het woord de dienaren van God aan, oftewel de priesters, diakens, enz.
Vanaf de 10e eeuw werd het woord gebruikt om dienaren, meer bepaald de raadgevers, van de koning aan te duiden. In de loop van de eeuwen verwierven de ministers langzamerhand meer uitvoerende macht, en zo verkreeg het begrip uiteindelijk zijn huidige betekenis. De ministers zijn onderdeel van de uitvoerende macht in de trias politica.

## België
Naast de eerste minister tellen de regeringen ook een of meer vice-eersteministers en ten hoogste vijftien ministers (art. 99 GW). In regel beheren zij een bepaald departement. Is dit niet het geval dan worden ze gekwalificeerd als "minister zonder portefeuille".
Naast de Belgische (federale) ministers kent men in België ook ministers in de Vlaamse Regering, de Waalse Regering, de Franse Gemeenschapsregering, de Brusselse Hoofdstedelijke Regering en de Regering van de Duitstalige Gemeenschap.

## Nederland
In Nederland is het regeringsbeleid een gezamenlijke verantwoordelijkheid van alle ministers. Belangrijke beslissingen worden in de wekelijkse vergadering van de ministerraad genomen. Deze staat onder voorzitterschap van de minister-president die de taak heeft om de eenheid te bewaren.
De ministers zijn naast minister van het land Nederland tevens allemaal minister van het Koninkrijk der Nederlanden en in die hoedanigheid maken zij deel uit van de Koninkrijksregering. De ministers van Buitenlandse Zaken en Defensie treden feitelijk altijd op in hun hoedanigheid van Rijksminister, omdat hun portefeuilles zich geheel binnen het terrein van de Koninkrijksaangelegenheden bevinden. In wetgeving worden zij aangeduid als 'Onze Minister van Buitenlandse Zaken' en 'Onze Minister van Defensie', zonder de toevoeging 'in zijn hoedanigheid van Minister van het Koninkrijk', omdat het duidelijk is dat zij altijd als Rijksminister optreden.

### Minister zonder portefeuille
Op sommige ministeries zijn er ministers zonder portefeuille, die wel deelnemen aan het kabinetsberaad en een eigen beleidsterrein hebben, maar geen leiding geven aan een ministerie. Veel ministers worden bijgestaan door een staatssecretaris die een bepaald deel van het beleidsterrein voor zijn of haar rekening neemt. Een staatssecretaris is een soort onderminister, maar maakt geen deel uit van de ministerraad. Hij komt alleen bij een vergadering van het kabinet als een onderwerp op zijn eigen terrein ter sprake komt.
Voorbeelden van een minister zonder portefeuille zijn de minister voor Medische Zorg die valt onder het ministerie van Volksgezondheid, Welzijn en Sport en de minister voor Rechtsbescherming die valt onder het ministerie van Justitie en Veiligheid.
Een minister zonder portefeuille is in de titulatuur te herkennen; deze is altijd "minister voor" een bepaald terrein. Ministers met portefeuille (die dus aan het hoofd staan van een ministerie), heten altijd "minister van" een bepaald ministerie.

### Programmaminister, projectminister, coördinerend minister
Sommige ministers hebben een beleidsterrein dat meerdere beleidssectoren omvat of heel specifiek is of departementen overstijgend is of tijdelijk is. Deze ministers (zonder portefeuille) worden dan ook wel programmaminister of projectminister of coördinerend minister genoemd na hun aanstelling.
André Rouvoet (ChristenUnie) was in het kabinet-Balkenende IV programmaminister voor Jeugd en Gezin.

### Benoeming, beëdiging, installatie en ontslag
Een minister wordt benoemd en beëdigd door de Koning met wie die de regering vormt en legt daarbij een zuiveringseed af. Hij of zij kan daarbij kiezen voor de eed (confessioneel) of de verklaring c.q. belofte (seculier).
Het is gebruikelijk dat een minister bij het aflopen van zijn grondwettelijke termijn van vier jaar of als gevolg van een politieke crisis, bij een persoonlijk feit, dan wel wanneer het vertrouwen is opgezegd, zijn ontslag aanbiedt aan de koning. Die kan dat vervolgens per direct verlenen of in beraad houden. Dit laatste is vaak het geval bij het demissionair worden als gevolg van verkiezingen.
De verlening van het ontslag wordt als klein koninklijk besluit gepubliceerd in de Staatscourant. Op koninklijkhuis.nl wordt een bijbehorende Mededeling van het Kabinet van de Koning gepubliceerd. Het besluit volgt een aantal dagen na de mededeling.

### Salaris
In 2024 bedroeg het salaris van een minister (en ook de minister-president) ruim € 189.210 op jaarbasis (incl. vakantiegeld, excl. eindejaarsuitkering en vaste onkostenvergoeding).  
Ministers verdienen minder dan de balkenendenorm (€ 223.000 in 2024), dat is het bedrag waarvan het aanvankelijk de bedoeling was dat de premier dit zou gaan verdienen. Die verhoging is niet doorgegaan, de naam balkenendenorm is gebleven. De precieze hoogte kan het ministerie van Binnenlandse Zaken niet geven, want er komen ook nog toeslagen bij.

### Aanspreektitel
De officiële aanspreektitel voor een minister is excellentie.